# Carattere (informatica)
Nella terminologia informatica, un carattere è un'unità minima d'informazione che, semplificando, corrisponde a un grafema (o a un simbolo) della forma scritta di una lingua naturale.
Esempi di carattere possono essere una lettera, un numero, o un segno di interpunzione. Il concetto include anche i caratteri di controllo, che non corrispondono a un segno della lingua naturale, ma sono necessari per processare un testo e gestire le periferiche di output (stampante, terminale, ecc.); tra questi ci sono, ad esempio Carriage return (invio), End of Text (fine del testo) o Bell (beep).

## Sistema di codifica
I computer o altri strumenti elettronici rappresentano i caratteri secondo un sistema di codifica che assegna ad ogni carattere un numero, rappresentato come serie di bit, i quali possono essere scritti su un supporto o trasmessi in una rete. Il più comune sistema di codifica è l'ASCII, nonostante il più versatile Unicode sta diventando sempre più diffuso. Mentre la maggior parte delle codifiche fa corrispondere un carattere ad un numero o/e a una serie di bit, il codice Morse associa ad ogni carattere una serie di impulsi elettrici di varia lunghezza.